# هدفون

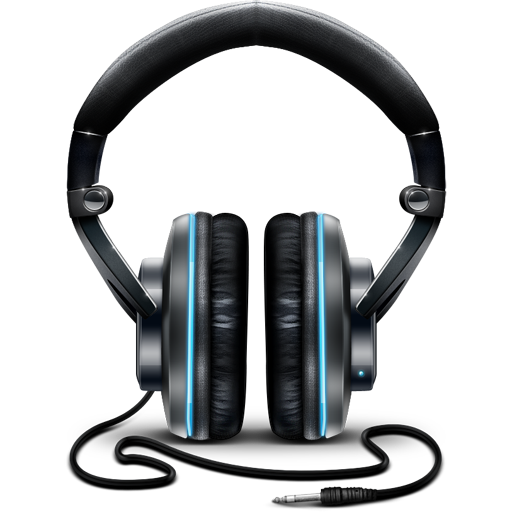
آیکون یک هدفون

هِدفون (به انگلیسی: Headphone) یا دوگوشی یا گوشک ،گوشکی  یک دستگاه خروجی است که از دو بلندگوی کوچک که بر روی گوش کاربر قرار می‌گیرد تشکیل شده‌است و از طرفی به یک مولد صوت مثلاً تقویت‌کننده صدا، رادیو یا پخش‌کننده دیسک فشرده متصل می‌شود. نام‌های دیگری که برای این وسیله استفاده می‌شود stereophones یا هدست است یا به انواعی که درون گوش قرار می‌گیرند نیز ایرفون earphones نیز گفته می‌شود. در مخابرات به مجموع هدفون و میکروفون که مثلاً در تلفن برای یک ارتباط دوطرفه استفاده می‌شوند، هدست (به انگلیسی: Headset) گفته می‌شود.

## ریشه‌شناسی
Headphone واژه‌ای در زبان انگلیسی است که از دو واژه head و phone تشکیل شده که بصورت چسبیده نوشته می‌شود. به headphone در انگلیسی earspeakers و همان‌طور earphones هم گفته می‌شود اما بیشتر headphone استفاده می‌شود. در هدفون‌های توگوشی هرکدام از اسپیکرها به وسیله پلاستیکی متناسب با حالت گوش انسان طراحی شده‌اند که به آن‌ها اِرپیس (earpiece) گفته می‌شود.

## کاربرد

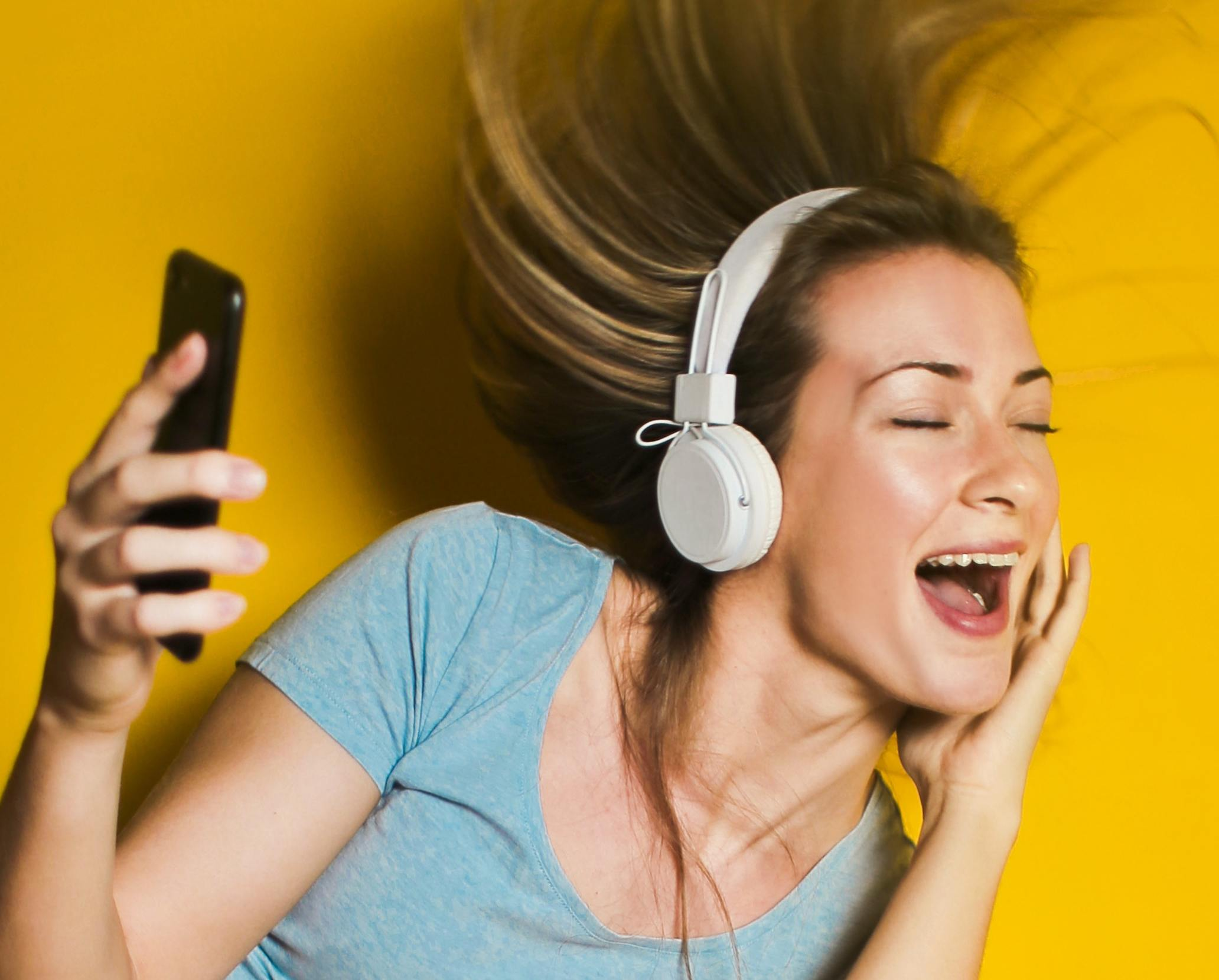
فردی درحال لذت بردن از موسیقی بواسطه هدفون

مثل تمام بلندگوها، هدفون نیز سیگنال الکترونیکی را به سیگنال آنالوگ تبدیل می‌کند. از هدفون‌ها برای پخش موسیقی، برقراری تماس تلفنی و فراخوانی دستیارهای شخصی همچون Siri استفاده می‌شود. برخی از هدفون‌ها نیز قابلیت حذف نویز و صداهای ناخواسته یا تقویت برخی دیگر از صداها را دارند. هدفون‌ها برخلاف بلندگوها، به گونه‌ای طراحی شده‌اند که تنها کاربر می‌تواند به صدا گوش فرا دهد.

## پیشینه
در سال 1891، یک مهندس فرانسوی به نام ارنست مرکادیه ، حق اختراع هدفون را به ثبت رساند که او آن را «دو تلفن» نامید.ثابت می‌شود که این اولین نسخه از هدفون‌های داخل گوش است.
هدفون‌های بسیار بزرگ در دهه ۱۹۷۰ بسیار محبوب شدند. در دهه ۱۹۸۰ با پیدا شدن سروکله دستگاه‌های قابل حمل و کوچک پخش موسیقی، هدفون‌ها در سایه قرار گرفتند و نسبت به قبل حضور کمرنگ‌تری داشتند. بعد نوبت به آیپاد (iPod) اپل رسید که در سال ۲۰۰۱ روانه بازار فناوری شد.

## هدفون توگوشی

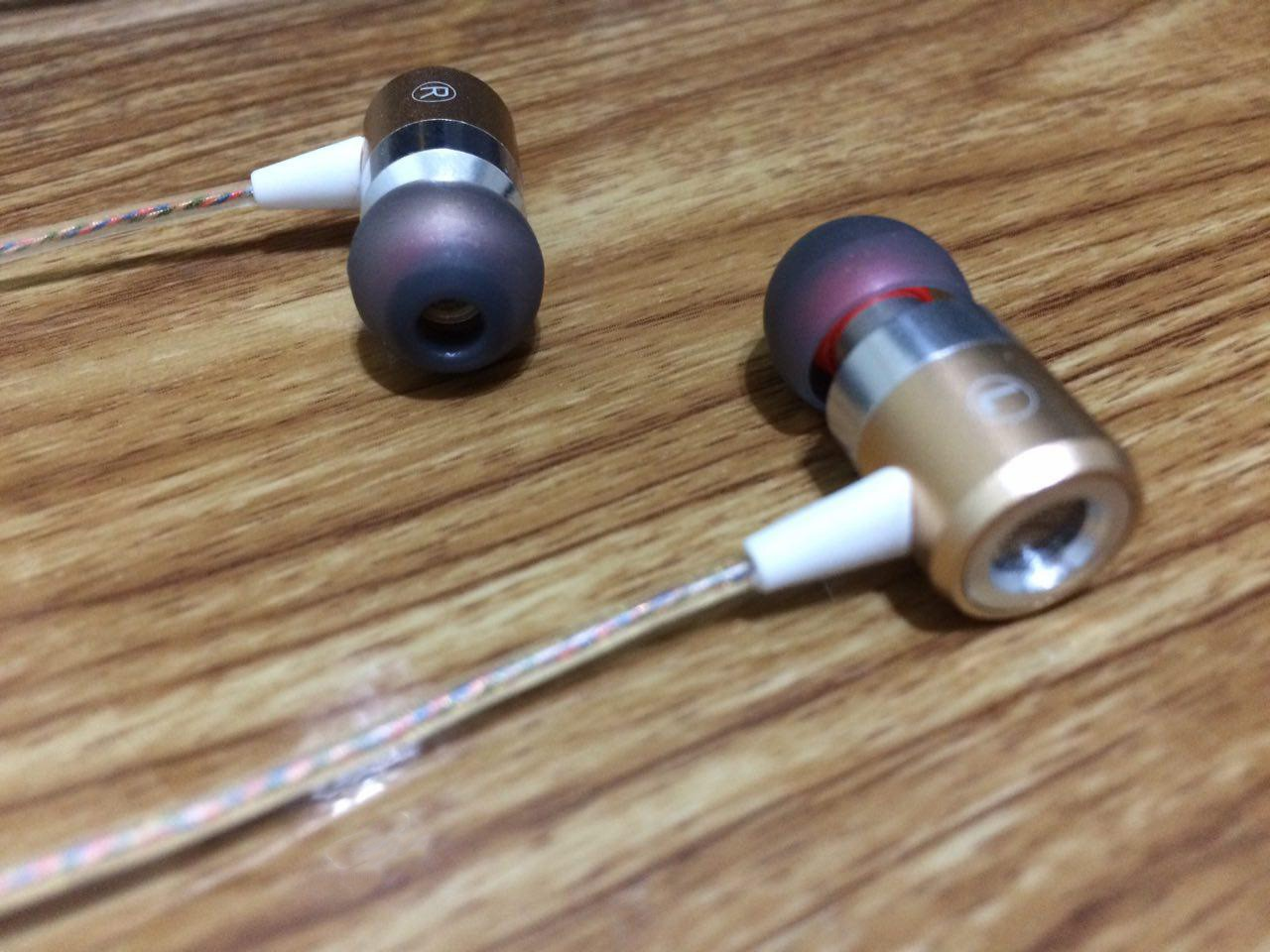
یک هدفون کوچک با قابلیت قرارگیری در گوش (هندزفری یا هدفون توگوشی)

این‌دسته هدفون‌ها که در بازارهای جهانی بسیار رایج هستند، بسیار کوچک هستند و داخل گوش قرار می‌گیرند؛ در ایران این نوع را «هدفون توگوشی» یا «هندزفری» نیز می‌نامند.
مزایا:
- سبک، راحت و قابل حمل
- احتمال بسیار کم افتادن از گوش (به دلیل سبک بودن و قابلیت حمل آسان در خیابان، کافه، وسایل نقلیه عمومی و حین پیاده‌روی، باشگاه‌های ورزشی و دویدن به کار می‌روند)
- امکان حذف صداهای اضافه (محیط بیرون)
- متمرکز شدن کاربر بر صدا
- کیفیت صدایی خوب
- در صورت زیاد بودن بیش از حد صدا، باعث آسیب‌هایی جدی می‌شود.

### ایرپاد

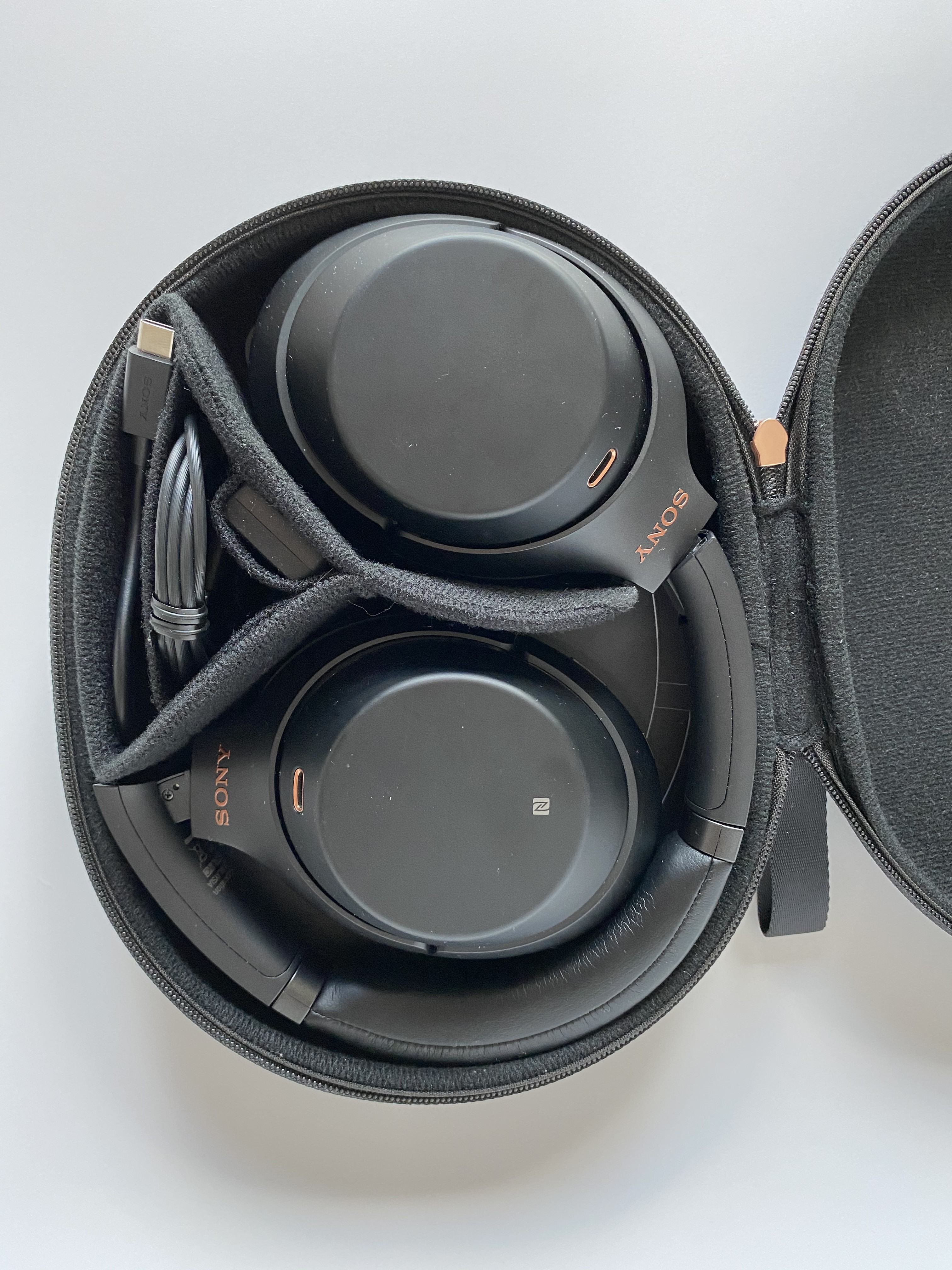
یک نوع هدفون سونی(Sony)

این هدفون‌ها که به آن ایرباد (earbud) گفته می‌شود قبل از «توگوشی‌ها» به‌وجود آمدند و به صدای محیط بیرون نیز اجازه می‌دهند وارد گوش شود؛ قابلیت حمل آسان و ارزان بودن باعث شد این نوع هدفون نیز فراگیر شود.
انواع ایرپاد:
- ایرپاد نسل اول (ایرپاد اورجینال ۲۰۱۶)
- ایرپاد نسل ۲ (بدون شارژ بی‌سیم)
- ایرپاد نسل دوم (با شارژ بی‌سیم)
- ایرپاد شخصی‌سازی شده (ایرپاد کاستومایز)

## انواع
اندازه هدفون می‌تواند تعادل بین وفاداری و قابلیت حمل را تحت تأثیر قرار دهد.
نکته قابل توجه این است که بیشتر دستگاه‌های خروجی رایانه به دو گروه کلی تقسیم می‌شوند:
1. سیمی
2. بی‌سیم

به‌طور کلی، فاکتورهای شکل دهنده هدفون را می‌توان به چهار دسته جداگانه تقسیم کرد: محیطی (بیش از گوش)، فوق شنیداری (روی گوش)، گوش و گوش.

### اورار

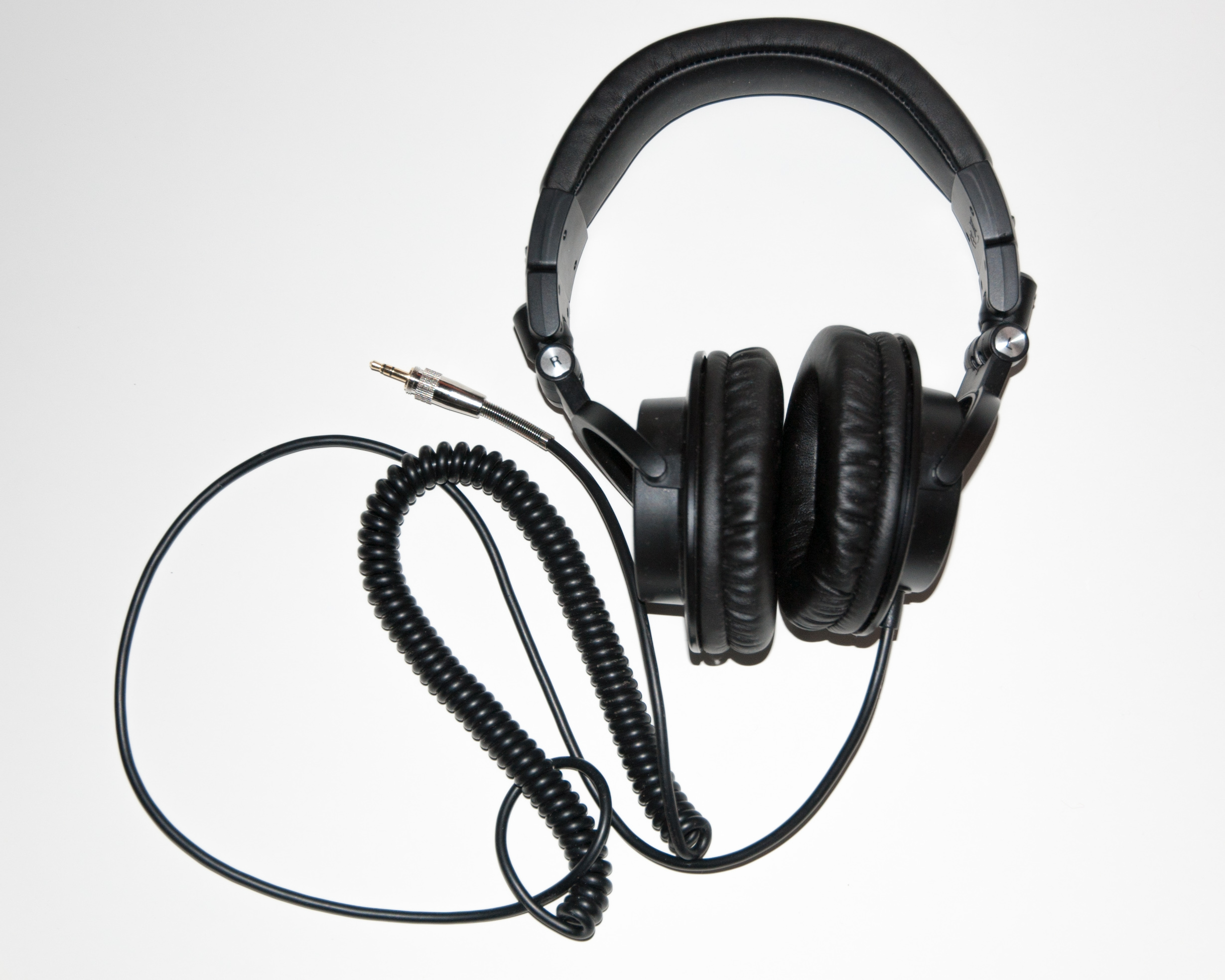
هدفون دور گرد

هدفون‌های اُوِراِر (به انگلیسی: Overear) یا دور گرد (که بعضاً هدفون‌هایی با اندازه کامل یا هدفون بالای گوش نامیده می‌شوند) دارای گوشواره‌های دایره ای یا بیضوی هستند که گوش‌ها را در بر می‌گیرد. از آنجا که این هدفون کاملاً گوش را محاصره می‌کند، می‌توان هدفون‌های دور زدن را به گونه ای طراحی کرد که کاملاً روی سر مهر و موم شود تا صدای خارجی را کاهش دهد. به دلیل اندازه، هدفون‌های دورشی می‌توانند سنگین باشند و مجموعه‌هایی نیز با وزن بیش از ۵۰۰ گرم (۱ پوند) وجود دارد. برای کاهش ناراحتی ناشی از وزن، طراحی سر ارگونومیک و طراحی گوشواره لازم است. این موارد معمولاً توسط درامرها در ضبط استفاده می‌شود.

### سوپراورال

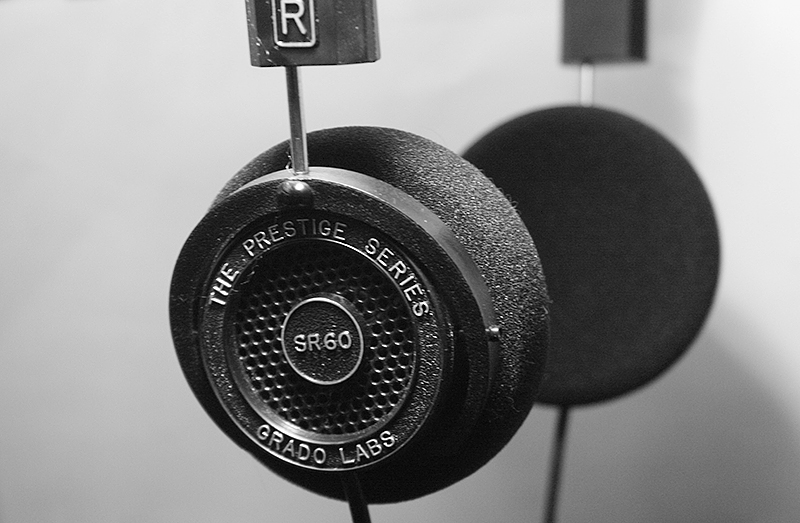
هدفون سوپراورال GradoPrestige

هدفون‌های سوپراورال (به انگلیسی: Supra-aural headphones) یا هدفون فوق شنیداری دارای بالشتک‌هایی هستند که به گوش گوش می‌دهند، نه در اطراف آنها. در طول دهه ۱۹۸۰ معمولاً با استریوهای شخصی همراه بودند. این نوع هدفون معمولاً کوچکتر و سبک‌تر از هدفون محیطی است و در نتیجه باعث کاهش میزان صدای خارج می‌شود. هدفون‌های فوق شنیداری در مقایسه با هدفون‌های دور گوش که در اطراف گوش قرار دارند، می‌توانند به دلیل فشار وارد بر گوش، باعث ناراحتی شوند. راحتی ممکن است به دلیل مواد شناور متفاوت باشد.

### پشت باز یا بسته
هر دو هدفون دور گوش و فوق‌العاده شنیداری را می‌توان با توجه به نوع گوشهای تفکیکی بیشتر:
هدفون‌های پشت باز (Open-back) پشت گوش را باز می‌کنند. این باعث می‌شود صدای بیشتری از هدفون خارج شود و همچنین صداهای محیط بیشتری به هدفون وارد شود، اما به دلیل در نظر گرفتن صداهای موجود در محیط، صدایی طبیعی تر یا شبیه بلندگو می‌دهد.
هدفون‌های پشت بسته (Closed-back) پشت گوش‌ها را بسته می‌کنند. آنها معمولاً مقداری از صدای محیط را مسدود می‌کنند. هدفون‌های پشت بسته معمولاً می‌توانند فرکانس‌های پایین قوی تری را نسبت به هدفون‌های پشت باز تولید کنند. هدفون‌های نیمه باز، طرحی دارند که می‌توان آن را سازشی بین هدفون‌های پشت باز و هدفون‌های پشت بسته دانست. برخی معتقدند اصطلاح «نیمه باز» صرفاً برای اهداف بازاریابی وجود دارد. تعریف دقیقی برای اصطلاح هدفون نیمه باز وجود ندارد. در مواردی که رویکرد بازگشت باز به سختی مقداری برای مسدود کردن صدا در سمت خارجی دیافراگم داشته باشد و رویکرد پشت بسته واقعاً دارای یک محفظه بسته در قسمت خارجی دیافراگم باشد، یک هدفون نیمه باز می‌تواند یک محفظه تا حدی هنگام عبور مقداری صدا از طریق دهانه‌ها یا منافذ، صدا را مسدود کنید.

### هدفون داخل گوش

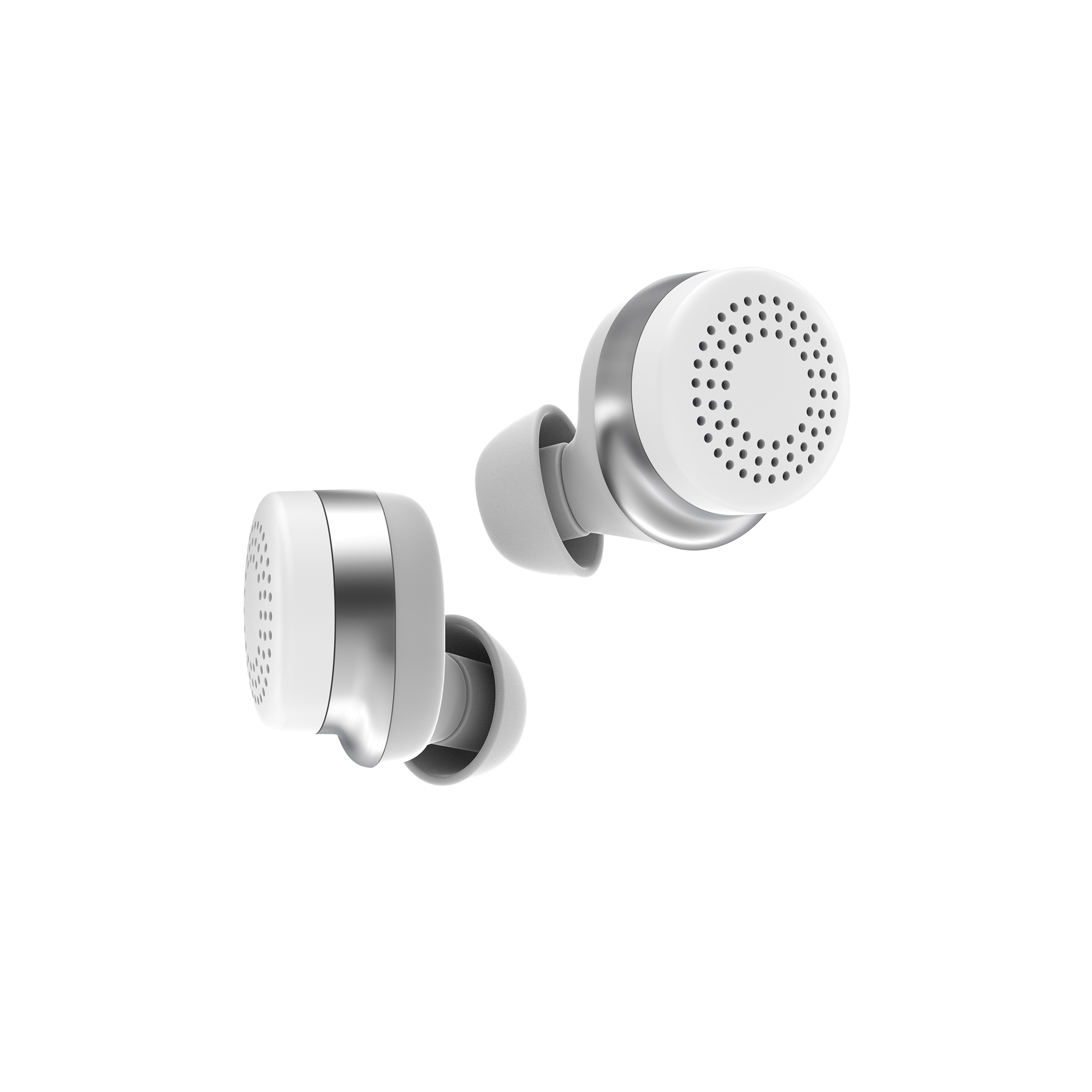
هدفون داخل گوش

هدفون‌های داخل گوش، همچنین به عنوان مانیتورهای داخل گوش یا کانال‌ها شناخته می‌شوند، هدفون‌های کوچکی هستند که قابلیت حمل مشابه با هدفون‌ها را دارند که در خود مجرای گوش قرار می‌گیرند. هدفون‌های گوش با کیفیت بالاتری هستند و توسط مهندسین صدا و موسیقی دانان و همچنین صوتی‌های صوتی مورد استفاده قرار می‌گیرند.
پوسته‌های بیرونی هدفون گوش از مواد مختلفی مانند پلاستیک، آلومینیوم، سرامیک و سایر آلیاژهای فلزی تشکیل شده‌است. از آنجا که هدفون‌های داخل گوش با کانال گوش درگیر می‌شوند، در نتیجه می‌توانند مستعد لغزندگی شوند و سر و صدای زیادی از محیط را مسدود می‌کنند. وقتی صدا به دلیل ایمنی یا دلایل دیگر، مانند هنگام راه رفتن، رانندگی یا سوار شدن در نزدیکی یا در تردد وسایل نقلیه، نشانه ضروری است، کمبود صدا از محیط می‌تواند مشکل ساز شود.
شاخه‌های کانال گوش عمومی‌یا سفارشی از لاستیک سیلیکون، الاستومر یا کف ساخته می‌شوند. هدفون‌های داخل گوش سفارشی از ریخته‌گری مجرای گوش برای ایجاد شاخه‌هایی با قالب سفارشی استفاده می‌کنند که باعث ایجاد راحتی و انزوای بیشتر صدا می‌شود.

## هدست

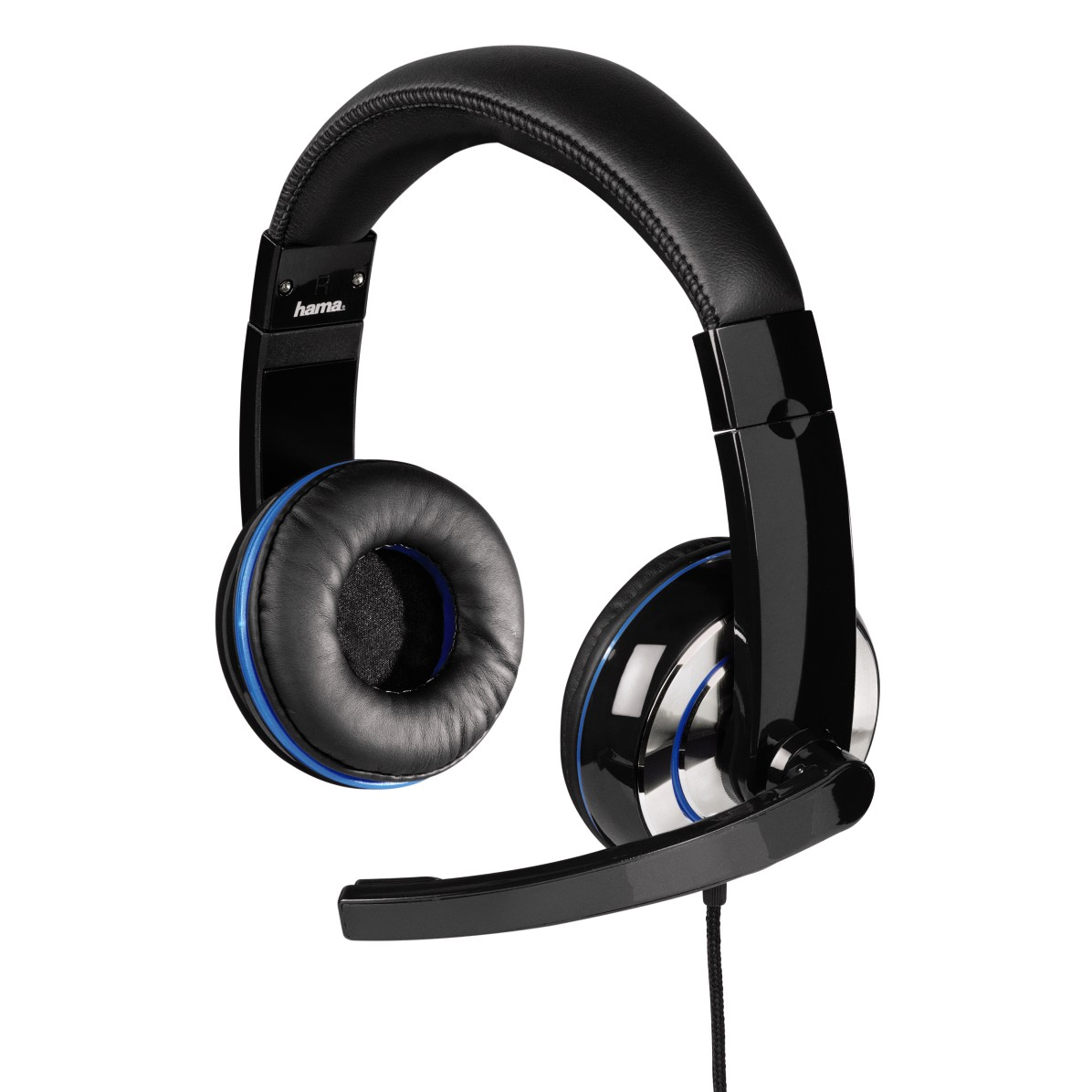
هدست پلی‌استیشن ۴

هِدسِت (به انگلیسی: Headset) یک نوع هدفون است، که یک میکروفن هم دارد؛ این نوع در اصل برای کارهای ارتباطی نظیر مراکز مخابراتی، منشی‌ها، مشاورین تلفنی و … استفاده می‌شوند. همچنین هدست‌ها انواع عمومی‌تر و کوچکی نیز دارند. جک هدفون یک پایهٔ راست و یک پایهٔ صدای چپ دارد اما هدست‌ها بدین خاطر که میکروفن دارند باید یک پایه هم برای میکروفن در نظر گرفته بشود.

### هدست تلفن
هدست تلفن دقیقاً همان کاربرد هدست‌های معمولی را دارد اما نسخه‌هایی از آن در بازار وجود دارد که اشخاص معمولی نیز می‌توانند از آن استفاده کنند؛ در ایران به این نوع از هدست، «هندزفری بلوتوث» نیز می‌گویند.

## خطرات
استفاده از یک هدفون با صدای بسیار بالا می‌تواند باعث آسیب جدی به کاربر و حتی کر شدن شود؛ در تلفن‌های همراه هوشمند، معمولاً هنگامی‌که کاربر صدا را از مقدار خاصی بالاتر می‌برد، پیغامی برای هشدار به کاربر نمایش داده می‌شود.

## فاکتورها
فاکتورهای بسیار مهمی در هدفون‌ها وجود دارد که افراد در زمان خریداری به آن‌ها توجه کرده و با مقایسه آن را خریداری می‌کنند.

### طراحی
طراحی مناسب بدنه هدفون در طولانی مدت باعث می‌شود کاربر احساس راحتی بکند.

### پاسخ فرکانسی
فرکانس هدفون یا پاسخ فرکانسی در هدفون به محدودهٔ صداهای زیر، میانه و بالا گفته می‌شود که درایور یک هدفون توانائی باز تولید آنرا از پائین‌ترین تا بالاترین تُن صدائی دارا باشد. گستردگی دامنهٔ فرکانس هدفون، به معنای کیفیت بالای آن به حساب نمی‌آید؛ اما بسیاری از جزئیات موسیقائی در آن‌ها شنیده می‌شود.

### نحوه اتصال
نحوه اتصال به‌طور کلی به دو صورت سیمی و بی‌سیم است. در اتصال سیمی هدفون‌ها با جک ۲٫۵ یا ۳٫۵ میلی‌متری به درگاه متصل می‌شوند. همچنین در نوع‌های بی‌سیم، برد بلوتوث بسیار مهم است.

### امپدانس
امپدانس پایین برای کار تلفن‌های همراه، موزیک پلیرها یا سایر دستگاه‌های قابل حمل مناسب هستند. امپدانس بالا به منظور آمپلی‌فایر برای بهره بردن از تمام توان است.

### حذف سروصدا
حذف صدا یا نویز کنسلینگ باعث تحلیل صدای محیط شده و سپس صدای رسا تری دریافت می‌شود. هدفون حذف صدا دارای سازوکارهایی برای کاهش صدای محیط دارد.

## نکات مهم در مورد استفاده از هدفون

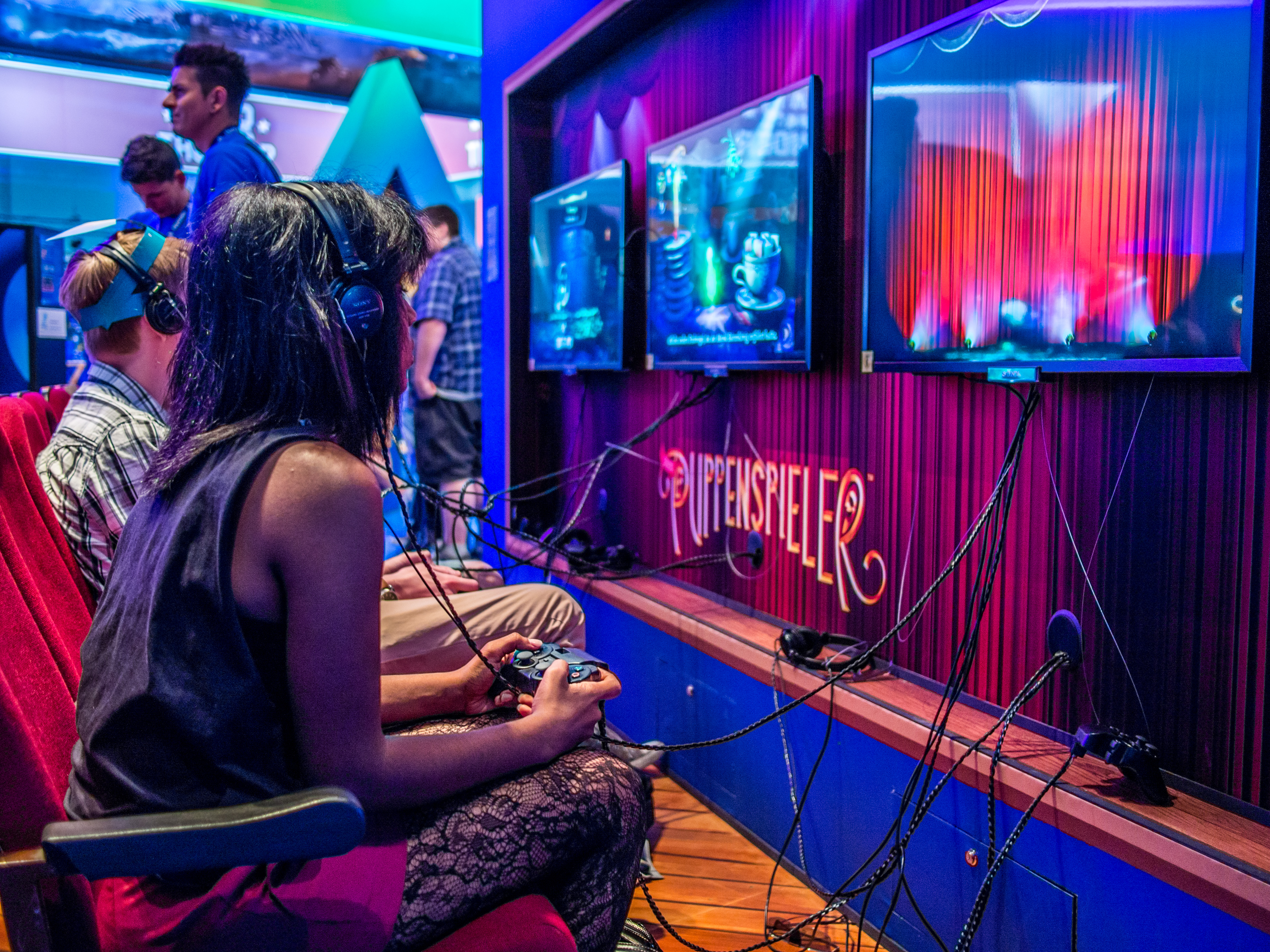
استفاده از هدفون در یکی از گیم‌نت‌های آلمان، اوت ۲۰۱۳

- قانون ۶۰/۶۰: به طور کلی توصیه می شود که بیشتر از ۶۰ دقیقه در روز و با حداکثر ۶۰ درصد از حجم صدای دستگاه از هدفون یا هندزفری استفاده نکنید. هر چقدر صدا بلندتر باشد، باید مدت زمان استفاده کمتر شود.
- استفاده در محیط‌های پر سر و صدا: وقتی در محیط‌های شلوغ از هدفون استفاده می‌کنید، ممکن است ناخودآگاه صدا را بیشتر کنید تا صدای محیط را نشنوید. این کار خطر آسیب به شنوایی را افزایش می دهد. در صورت امکان، از هدفون‌های noise-cancelling (حذف نویز) استفاده کنید تا نیاز به افزایش صدا در محیط‌های پر سر و صدا کاهش پیدا کند.
- نوع هدفون: هدفون‌های روگوشی (Over-ear) معمولا بهتر از هدفون‌های داخل گوشی (In-ear) هستند، چون صدا مستقیم وارد کانال گوش نمی شود.
- بهداشت: رعایت بهداشت هدفون و هندزفری هم بسیار مهم است. آنها را به طور مرتب تمیز کنید تا از تجمع باکتری‌ها جلوگیری شود.

## خرید
امروزه انواع هدفون در بازارها وجود دارند که مشتریان می‌توانند با توجه به ویژگی‌های موردنظرشان، آن‌ها را خریداری کنند. برخی از ویژگی‌های مورد ملاحظه در خرید هدفون عبارتند از:
- نسبت به ژانر موسیقی که به آن علاقه دارید؛ هدفون را خریداری کنید. در فرکانس پائین بیشتر صداهای ضربه‌ای و بم را شنیده می‌شوند و در فرکانس‌های بالا صدای تیز و تند، بیشتر به شنیده می‌شوند.
- ویژگی‌های مربوط به فرکانس‌ها
- بلندگوهای کوچکی که صدا را تولید می‌کنند، ممکن است به دلایل مختلفی مثل استفاده‌ی طولانی مدت با صدای خیلی بلند، دچار نویز شوند پس بهتر است به سراغ هدفون های دارای گارانتی معتبر بروید. هدفون هایی مانند سونی، انکر و هوکو در ایران دارای گارانتی های معتبر هستند.تقریبا ۲۰ سال است که، در تلاش مستمر برای اندازه‌گیری درست صدای انواع هدفون هستم. برای این موضوع بسیار زمان گذاشته و فکر کرده‌ام؛ و پاسخ همیشه در نظرم بسیار واضح و مشخص بوده‌است.— تایل هرتسنس، موسس HeadRoom

## نگارخانه

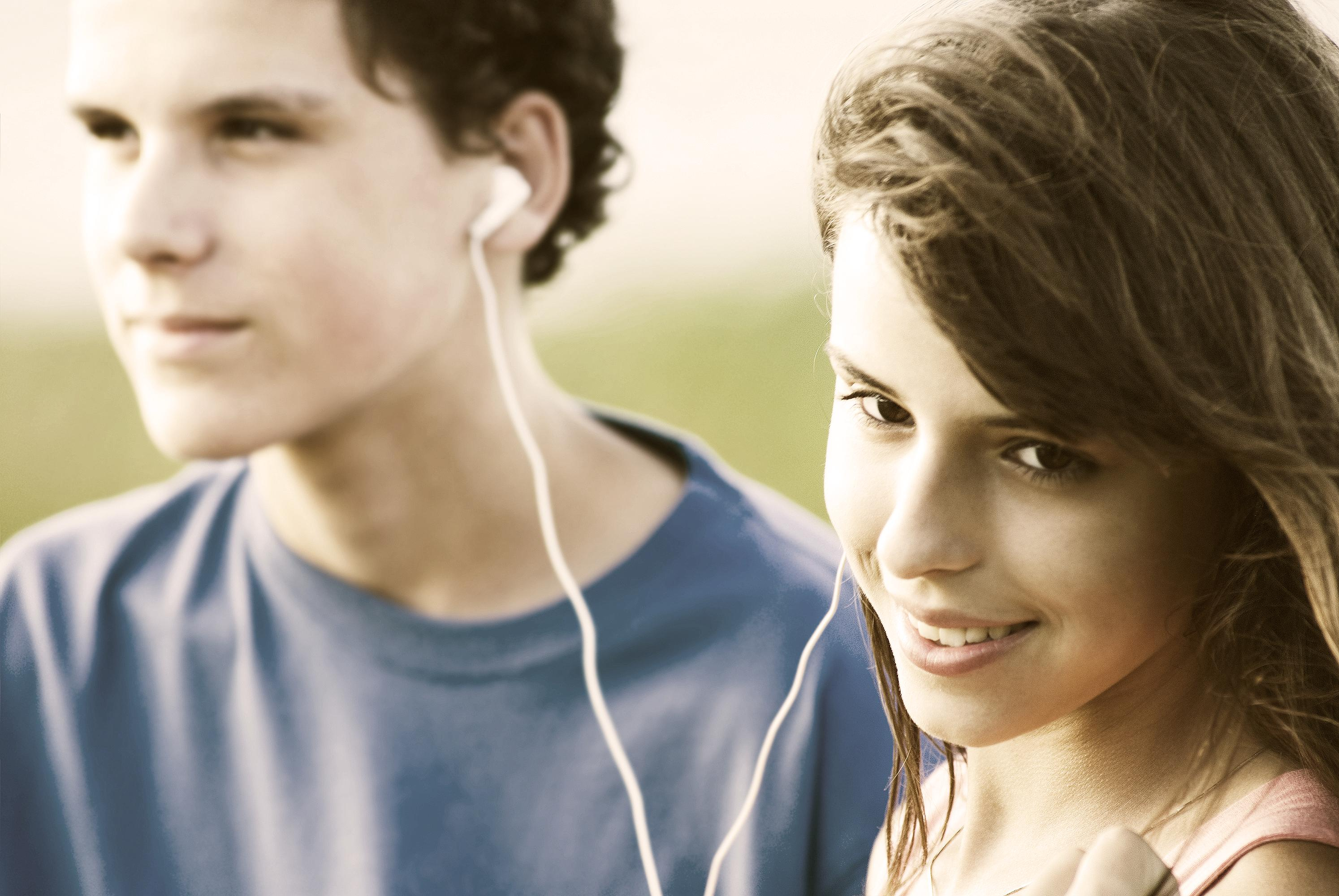
استفاده دونفره از یک هندزفری
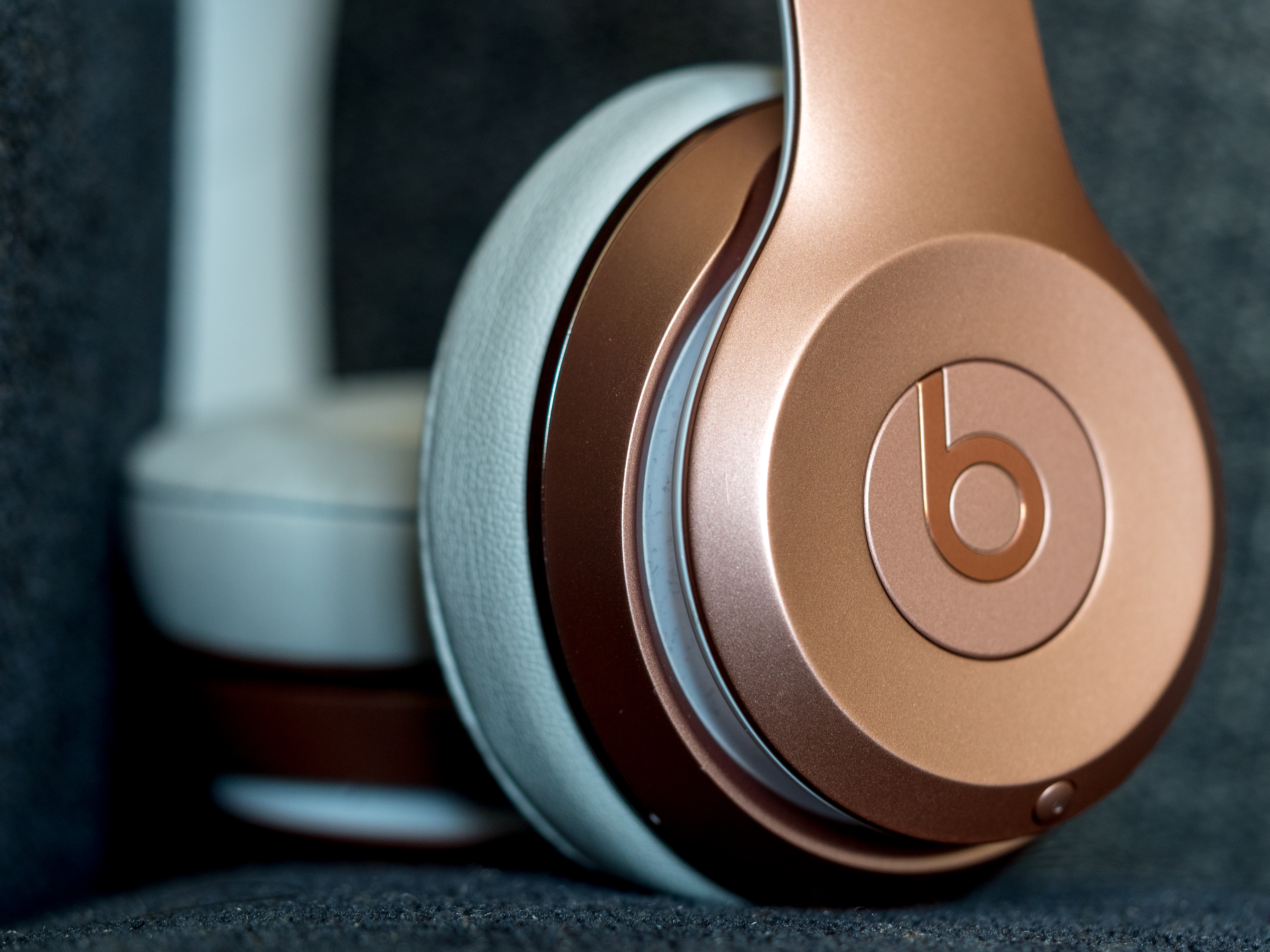
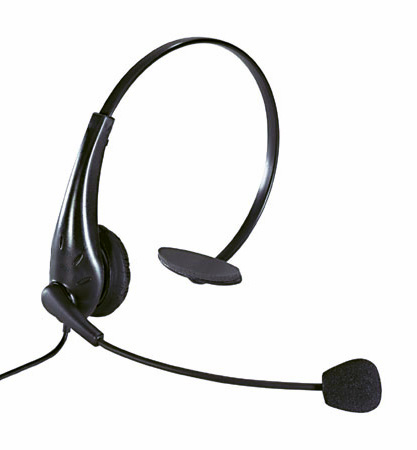
Casque mono
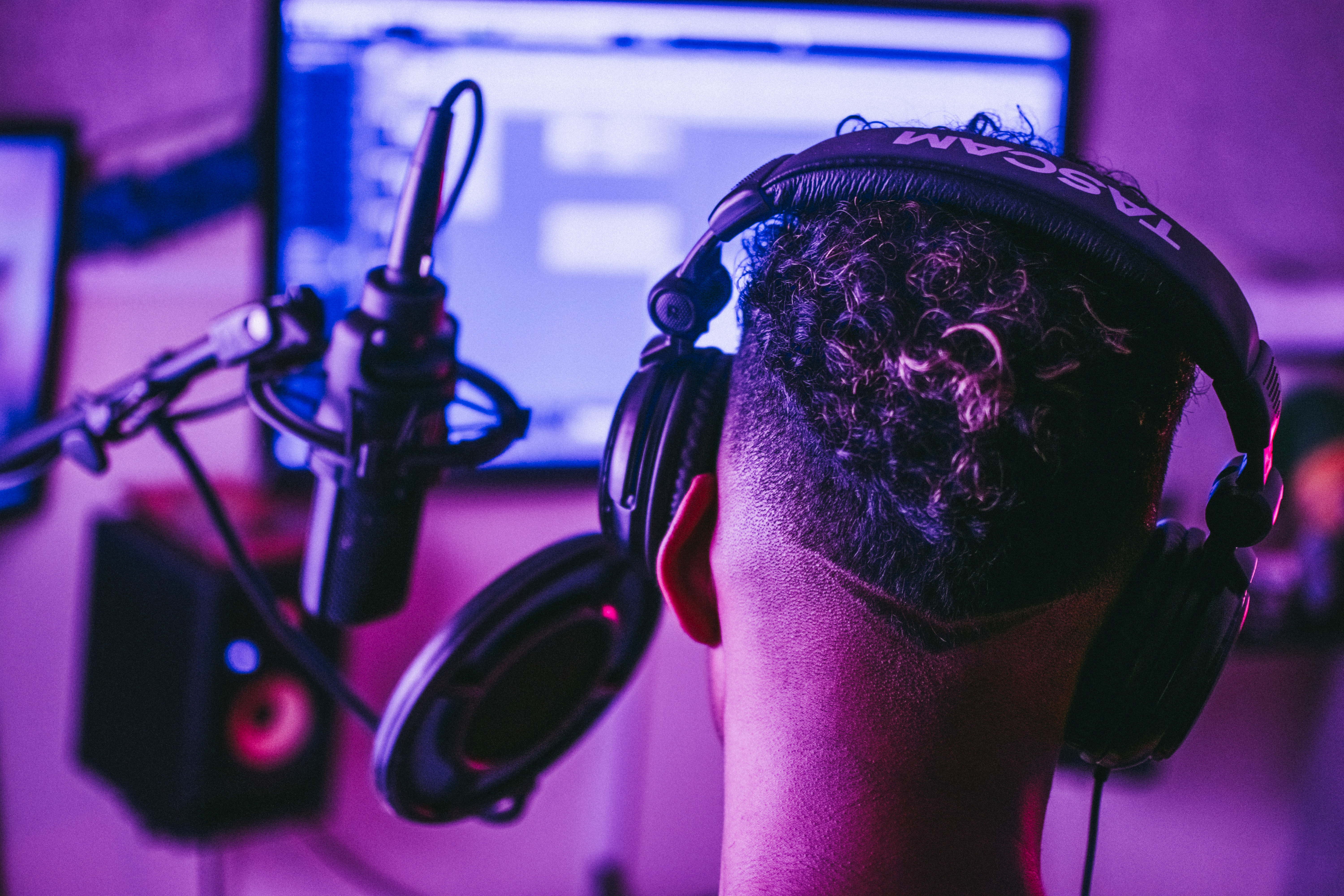
هدفون‌های مخصوص آهنگسازی
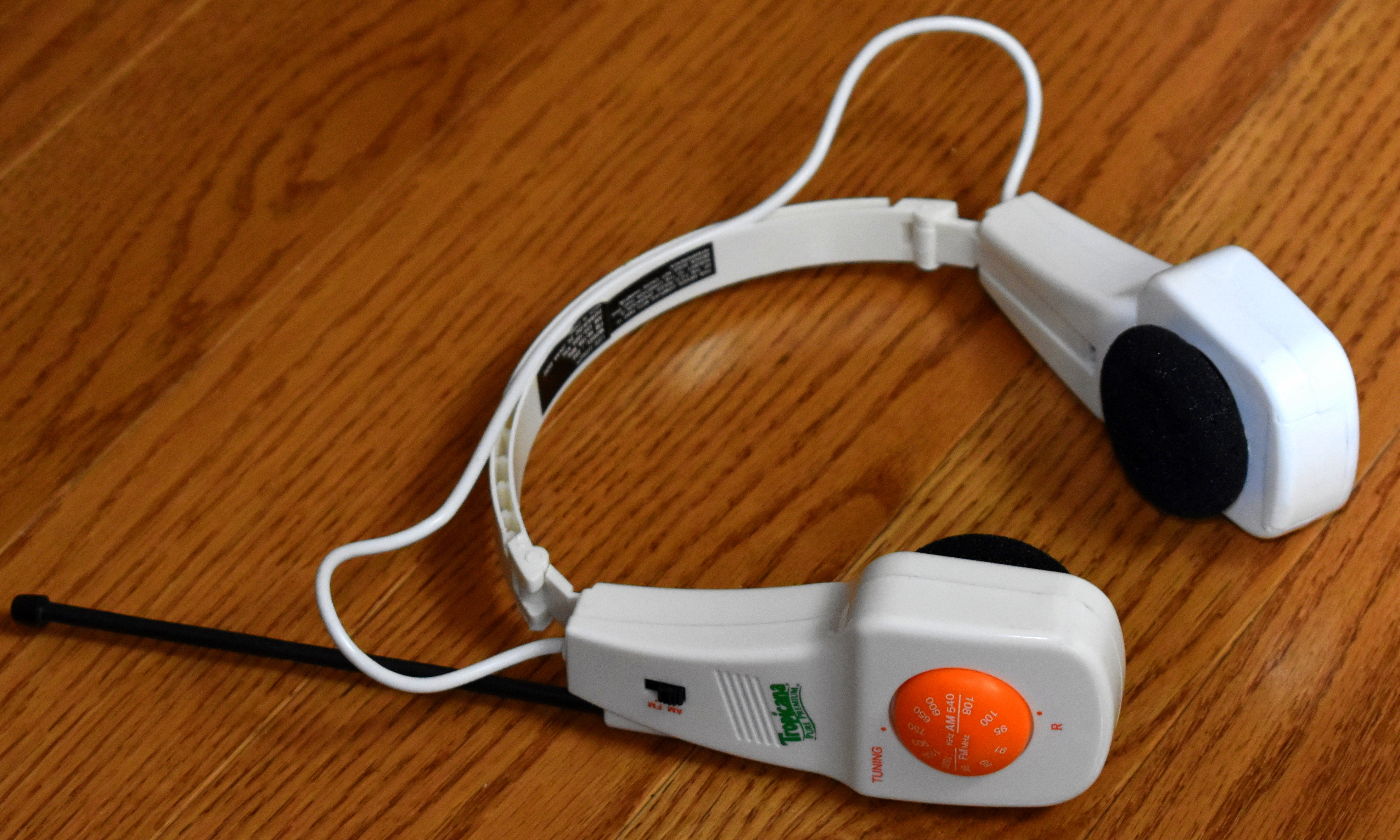
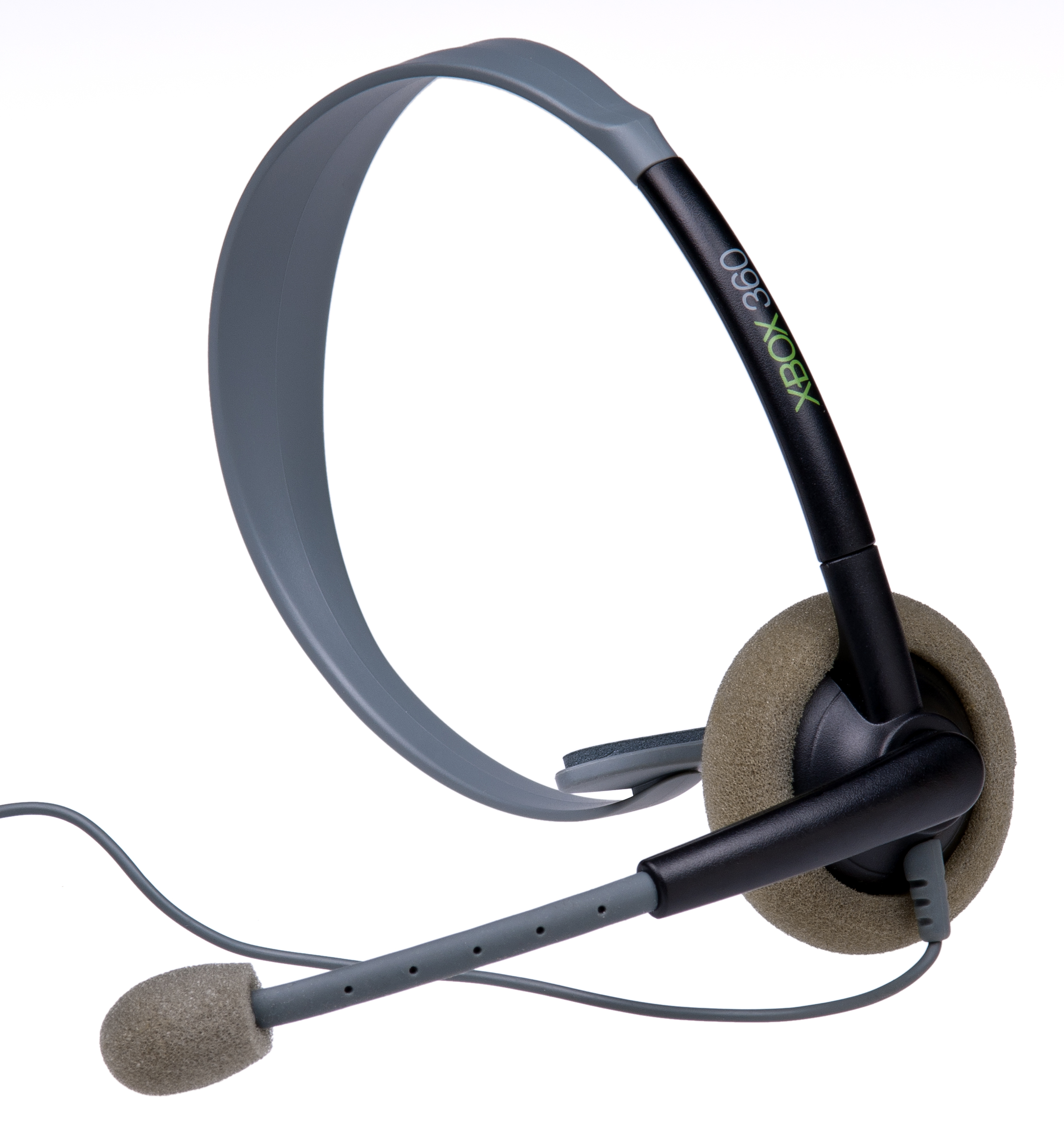
هدست اکس‌باکس ۳۶۰